# Magnolia aromatica
Magnolia aromatica är en magnoliaväxtart som först beskrevs av James Edgar Dandy, och fick sitt nu gällande namn av Venkatachalam Sampath Kumar. Magnolia aromatica ingår i släktet Magnolia och familjen magnoliaväxter. Inga underarter finns listade i Catalogue of Life.